# Anton Weber (Maler)
Anton Weber (* 4. August 1833 in Liebstedt, Großherzogtum Sachsen-Weimar; † 31. Juli 1909 in Bad Landeck, Provinz Schlesien) war ein deutscher Porträt- und Genremaler.

## Leben

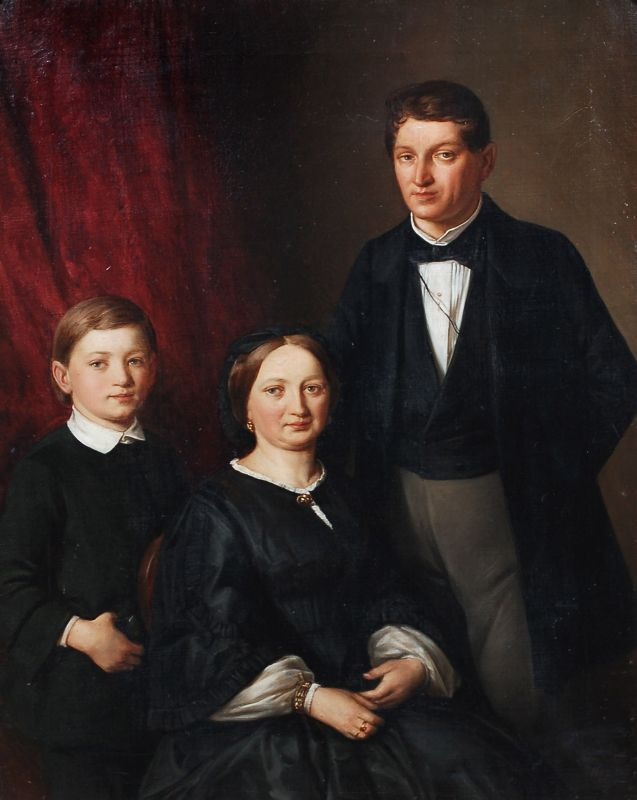
Bildnis des Posthalters Carl Müller zu Lichtenstein mit Frau und Sohn, 1862

Weber war Schüler von Friedrich Preller dem Älteren an der Fürstlich freien Zeichenschule Weimar und studierte Malerei an der Kunstakademie Dresden. Dort war Julius Hübner sein Lehrer. Er ließ sich in Berlin nieder, wo er auch als Professor an der Kunstakademie lehrte.
Weber galt als führender Bildnismaler Berlins. Der Kunsthistoriker Adolf Rosenberg zählte ihn 1879 nach Gottlieb Biermann, Paul Bülow, Fritz Hummel und Paul Spangenberg sowie neben Julius Grün, Adolf Jebens, Otto Knigge und Theodor Ziegler zu den besten Porträtisten der Berliner Malerschule.
Zu seinen bedeutenden Schöpfungen zählt ein Porträt Kaiser Friedrichs III., das er 1889 im Auftrag der Kaiserin Friedrich malte und auf ihre Bestellung hin als Geschenk an dessen Regimenter mehrfach wiederholte. Zu Weihnachten 1889 erhielt auch Königin Viktoria, die Mutter der Kaiserin, ein Exemplar des Bildes.